# Liste der Nummer-eins-Hits in Polen (2004)
Diese Liste enthält alle Nummer-eins-Hits in Polen im Jahr 2004. Es gab in diesem Jahr 19 Nummer-eins-Alben.
| Alben |
| --- |
| - Anita Lipnicka & John Porter – Nieprzyzwoite piosenki - 8 Wochen (15. Dezember 2003 – 8. Februar 2004) - Czesław Niemen – Złota kolekcja: Czas jak rzeka - 2 Wochen (9. Februar – 22. Februar) - Norah Jones – Feels like Home - 2 Wochen (23. Februar – 7. März) - Ania Dąbrowska – Samotność po zmierzchu - 3 Wochen (8. März – 28. März, insgesamt 4 Wochen) - George Michael – Patience - 2 Wochen (29. März – 11. April) - Maanam – Znaki szczególne - 1 Woche (12. April – 18. April) - Ania Dąbrowska – Samotność po zmierzchu - 1 Woche (19. April – 25. April, insgesamt 4 Wochen) - Jeden Osiem L – Wideoteka - 1 Woche (26. April – 2. Mai) - Diana Krall – The Girl in the Other Room - 1 Woche (3. Mai – 9. Mai) - Kabaret TEY – Kabaret TEY Vol. 2: Ciąg dalszy - 3 Wochen (10. Mai – 30. Mai) - Virgin – Bimbo - 1 Woche (31. Mai – 6. Juni) - Sistars – Siła sióstr - 3 Wochen (7. Juni – 27. Juni) - Verschiedene Interpreten – Radio ZET: Tylko wielkie przeboje na lato - 7 Wochen (28. Juni – 15. August) - Krzysztof Krawczyk – To co w życiu ważne - 6 Wochen (16. August – 26. September) - Kasia Kowalska – Samotna w wielkim mieście - 2 Wochen (27. September – 10. Oktober) - Kazik Staszewski – Czterdziesty pierwszy - 4 Wochen (11. Oktober – 7. November) - Leonard Cohen – Dear Heather - 1 Woche (8. November – 14. November) - Wilki – Watra - 2 Wochen (15. November – 28. November) - U2 – How to Dismantle an Atomic Bomb - 2 Wochen (29. November – 12. Dezember) - Verschiedene Interpreten – Bravo Hits Zima 2005 - 3 Wochen (13. Dezember 2004 – 2. Januar 2005, insgesamt 4 Wochen; → 2005) |

Die Angaben basieren auf den offiziellen Albumcharts der ZPAV.